# Indonesische Junioren-Badmintonmeisterschaft
Bei den Indonesischen Junioren-Badmintonmeisterschaften werden die Titelträger des Landes in dieser Sportart bei den Nachwuchsspielern ermittelt. Indonesien ist traditionell eine Hochburg des Badmintonsports. Meister, Weltmeister oder Olympiasieger des Landes haben in dieser Sportart in Indonesien den Status eines Superstars.

## Die Titelträger
| Saison    | Herreneinzel                   | Dameneinzel              | Herrendoppel                                             | Damendoppel                                          | Mixed                                           |
| --------- | ------------------------------ | ------------------------ | -------------------------------------------------------- | ---------------------------------------------------- | ----------------------------------------------- |
| 1981      | Eddy Hartono                   | Ratih Kumaladewi         |                                                          |                                                      |                                                 |
| 1985      | Hermawan Susanto               | Sarwendah Kusumawardhani |                                                          |                                                      |                                                 |
| 1991      | Dwi Aryanto                    | Mia Audina               | Cun Cun Haryono Victo Wibowo                             | Fenny Natalia Henny Novitalia                        | E. Dadan Hidayat Emma Ermawati                  |
| 1993      | Budi Santoso                   | Ellen Angelina           | Davis Efraim Halim Haryanto                              | Andi Andriana Deyana Lomban                          | Santoso Iin Indarwati                           |
| 1995      | Ignatius Rudy                  | Yuli Marfuah             | Idrus Irham Indra Mulyajaya                              | Upi Chrisnawati Cynthia Tuwankotta                   | Indra Mulyajaya Upi Chrisnawati                 |
| 1997      | Hartawan                       | Hanny Setiani            | Doni Prasetyo Denny Setiawan                             | Rosie Riani Yeni                                     | Denny Setiawan Rosie Riani                      |
| 1999      | Agung Kuncoro                  | Dian Novita Sari         | Hendra Gunawan / Bambang Saifulloh oder Asjiking / Enroe | Dian Novita Sari Endang Nursugianti                  | Asjiking Endang Nursugianti                     |
| 2000      | Ardiansyah                     | Dian Novita Sari         | Yusuf Ahmad Robby Istantio                               | Devi Sukma Wijaya Rani Mundiasti                     | Hendra Gunawan Lina Marlina                     |
| 2001      | Leonard Holvy de Pauw          | Maria Kristin Yulianti   | Hendra Setiawan Joko Riyadi                              | Liliyana Natsir Natalia Poluakan                     | Hendra Setiawan Greysia Polii                   |
| 2002      | Andre Kurniawan Tedjono        | Fransisca Ratnasari      | Ujang Suherlan Yoga Ukikasah                             | Purwati Meiliana Jauhari                             | Muhammad Rizal Meiliana Jauhari                 |
| 2003      | Alamsyah Yunus                 | Wiwis Meilyanna          | Fran Kurniawan Chandra                                   | Pia Zebadiah Nitya Krishinda Maheswari               | Fran Kurniawan Yulianti CJ                      |
| 2004      | Andre Kurniawan Tedjono        | Pia Zebadiah             | Aditya Dwi Putra I Made Agung                            | Pia Zebadiah Nitya Krishinda Maheswari               | Lingga Lie Yulianti CJ                          |
| 2005      | Achmad Rivai                   | Bellaetrix Manuputty     | Rio Willianto Davin Prawidssa                            | Lily Siswanti Shendy Puspa Irawati                   | Abdul Rahmansyah Richi Puspita Dili             |
| 2006      | Andi Saputra Nugroho           | Sylvinna Kurniawan       | Danny Bawa Chrisnanta Afiat Yuris Wirawan                | Bellaetrix Manuputty Samantha Lintang                | Danny Bawa Chrisnanta Debby Susanto             |
| 2007      | Nandang Arif Saputra           | Lindaweni Fanetri        | Budi Hartono Yohanes Rendy Sugiarto                      | Anneke Feinya Agustin Wenny Setiawati                | Wifqi Windarto Debby Susanto                    |
| 2008      | Hermansyah                     | Ana Rovita               | Didit Juang Indrianto Seiko Wahyu Kusdianto              | Suci Rizky Andini Tiara Rosalia Nuraidah             | Irfan Fadhilah Weni Anggraini                   |
| 2009      | Riyanto Subagja                | Ana Rovita               | Jones Ralfy Jansen Dandi Prabudita                       | Ayu Pratiwi Anggi Widya Setiawan                     | Didit Juang Indrianto Yayu Rahayu               |
| 2010      | Shesar Hiren Rhustavito        | Ganis Nur Rahmadani      | Jones Ralfy Jansen Dandi Prabudita                       | Aris Budiharti Dian Fitriani                         | Jones Ralfy Jansen Nurbeta Kwanrico             |
| 2011      | Fikri Ihsandi Hadmadi          | Hana Ramadhini           | Kenas Adi Haryanto Sigid Sudrajad                        | Anggia Shitta Awanda Shella Devi Aulia               | Edi Subaktiar Gloria Emanuelle Widjaja          |
| 2012      | Ihsan Maulana Mustofa          | Ruselli Hartawan         | Kevin Sanjaya Sukamuljo Rafiddias Akhdan Nugroho         | Rosyita Eka Putri Sari Melati Daeva Oktavianti       | Edi Subaktiar Melati Daeva Oktavianti           |
| 2013      | Eska Rivan Jaya                | Gregoria Mariska Tunjung | Clinton Hendrik Kudamassa Muhammad Rian Ardianto         | Della Augustia Surya Uswatun Khasanah                | Fajar Alfian Inten Ratnasari                    |
| 2014      | Krishna Adi Nugraha            | Erlina Kurnianti         | Angger Sudrajat Tedi Supriadi                            | Marsheilla Gischa Islami Rahmadhani Hastiyanti Putri | Jeka Wiratama Marsheilla Gischa Islami          |
| 2015      | Vega Vio Nirwanda              | Desandha Vegarani Putri  | M. Fachrikar Adma P.M. Mohamed Reza Pahlevi Isfahani     | Mychelle Bandaso Serena Kani                         | Rinov Rivaldy Vania Arianti Sukoco              |
| 2016      | Ramadhani M. Zulkifli          | Ghaida Nurul Ghaniyu     | Bagas Maulana Calvin Kristanto                           | Febriana Dwipuji Kusuma Ribka Sugiarto               | Yeremia Rambitan Winny Oktavina Kandow          |
| 2017      | Ikhsan Leonardo Imanuel Rumbay | Alya Rahma Mulyani       | Alfandy Rizki Kasturo Emanuel Randhy Febryto             | Febby Valencia Dwijayanti Gani Lisa Ayu Kusumawati   | Renaldi Samosir Hediana Julimarbela             |
| 2018      | Karono Suwarno                 | Alifia Intan Nurrokhim   | Syahrizal Dafandi Arafixqli Syahrozi Dafandi Arafixqli   | Amallia Cahaya Pratiwi Rayhan Vania Salsabila        | Andre Timotius Tololiu Dinda Dwi Cahyaning      |
| 2019      | Tegar Sulistio                 | Nandini Putri Arumni     | Muhammad Rayhan Nur Fadillah Rahmat Hidayat              | Jesita Putri Miantoro Putri Larasati                 | Teges Satriaji Cahyo Hutomo Lanny Tria Mayasari |
| 2020 2021 | nicht ausgetragen              | nicht ausgetragen        | nicht ausgetragen                                        | nicht ausgetragen                                    | nicht ausgetragen                               |
| 2022      | Muhammad Halim As Sidiq        | Wening Arviani Sabrina   | Muhammad Fadel Illyasa Duni Yahya Raska Ananda Suprianto | Ariella Naqiyyah Rachel Agnesia Sabatini             | Verrell Yustin Mulia Priskila Venus Elsadai     |
| 2023      | Zaki Ubaidillah                | Azzahra Melani Arjisetya | Dexter Farrell Wahyu Agung Prasetyo                      | Isyana Syahira Meida Rinjani Kwinara Nastine         | Kleopas Prakoso Rachel Agnesia Sabatini         |